# Vicenç Àlamo i Yeste
Vicenç Àlamo i Yeste (Montcada i Reixac, El Vallès Oriental, 10 de febrer de 1976) és un exjugador d'handbol i entrenador de porters català.
Es formà al planter del Club Balonmano Granollers, on hi desenvolupa la major part de la seva carrera esportiva. Amb l'equip granollerí debutà a la Lliga ASOBAL la temporada 1995-96 i hi guanyà dues Copes EHF (1995 i 1996). Jugà també amb el Club Balonmano Cangas (2000-02), el Club Balonmano Ademar León (2008-12), amb el qual aconseguí una Copa Asobal (2009), i el SL Benfica portuguès (2012-15), on es retirà per una lesió al maluc el maig 2015. Dos anys més tard, tornà a la competició amb el Fraikin BM Granollers retirant-se definitivament al final de la temporada, després de jugar més 500 partits a la Lliga ASOBAL. Internacional amb la selecció espanyola en categories inferiors, guanyà una medalla d'argent al Campionat del Món junior (1995) i una d'argent al Campionat d'Europa júnior (1996). Fou internacional amb la selecció absoluta en 19 ocasions. Entre d'altres distincions, fou escollit millor porter de la Lliga ASOBAL la temporada 2002-03 i de la Lliga Portuguesa la temporada 2012-13. Des de la temporada 2015-16, exerceix d'entrenador de porters de categories inferiors i de l'equip femení KH-7 BM Granollers.

## Palmarès
Clubs
- 2 Copes EHF: 1994-95 i 1995-96
- 1 Copa ASOBAL: 2008-09
- 1 Supercopa de Portugal d'hanbol: 2012-13
- 1 Lliga Catalana d'handbol: 1995-96

Individual
- 1 Millor porter de la Lliga ASOBAL: 2002-03
- 1 Millor porter de la Lliga Portuguesa: 2012-13